# Nikolaj Učikov
Nikolaj Učikov (in bulgaro Николай Учиков?; Pazardžik, 13 aprile 1986) è un pallavolista bulgaro, opposto del Deja.

## Palmarès

### Club
- Campionato bulgaro: 3

2004-05, 2005-06, 2008-09
- Campionato italiano: 1

2012-13
- Campionato argentino: 2

2014-15, 2015-16
- Coppa di Bulgaria: 2

2004-05, 2006-07
- Coppa Italia: 1

2012-13
- Coppa ACLAV: 2

2015, 2019
- Coppa di Grecia: 1

2017-18
- Coppa Máster: 2

2014, 2016
- Campionato sudamericano per club: 1

2015
- Campionato mondiale per club: 1

2012

### Premi individuali
- 2012 - Serie A2: Miglior realizzatore[2]
- 2015 - Campionato sudamericano per club: MVP
- 2015 - Liga Argentina de Voleibol: MVP della finale
- 2015 - Liga Argentina de Voleibol: Miglior realizzatore
- 2015 - Liga Argentina de Voleibol: Miglior straniero
- 2015 - Liga Argentina de Voleibol: Miglior opposto
- 2016 - Liga Argentina de Voleibol: MVP della finale
- 2016 - Liga Argentina de Voleibol: Miglior realizzatore
- 2016 - Liga Argentina de Voleibol: Miglior straniero
- 2016 - Liga Argentina de Voleibol: Miglior opposto